# Lüerdissen
Lüerdissen is een gemeente in de Duitse deelstaat Nedersaksen. De gemeente maakt deel uit van de Samtgemeinde Eschershausen-Stadtoldendorf in het Landkreis Holzminden. Lüerdissen telt 392 inwoners.
Lüerdissen ligt aan de rand van de bergrug Ith. Niet ver van het dorp, in dit gebergte, bevinden zich de 30 meter hoge en bij beoefenaars van de bergsport rotsklimmen populaire Lüerdisser Klippen. Mede hierdoor heeft zich in het dorp enig toerisme omtwikkeld.

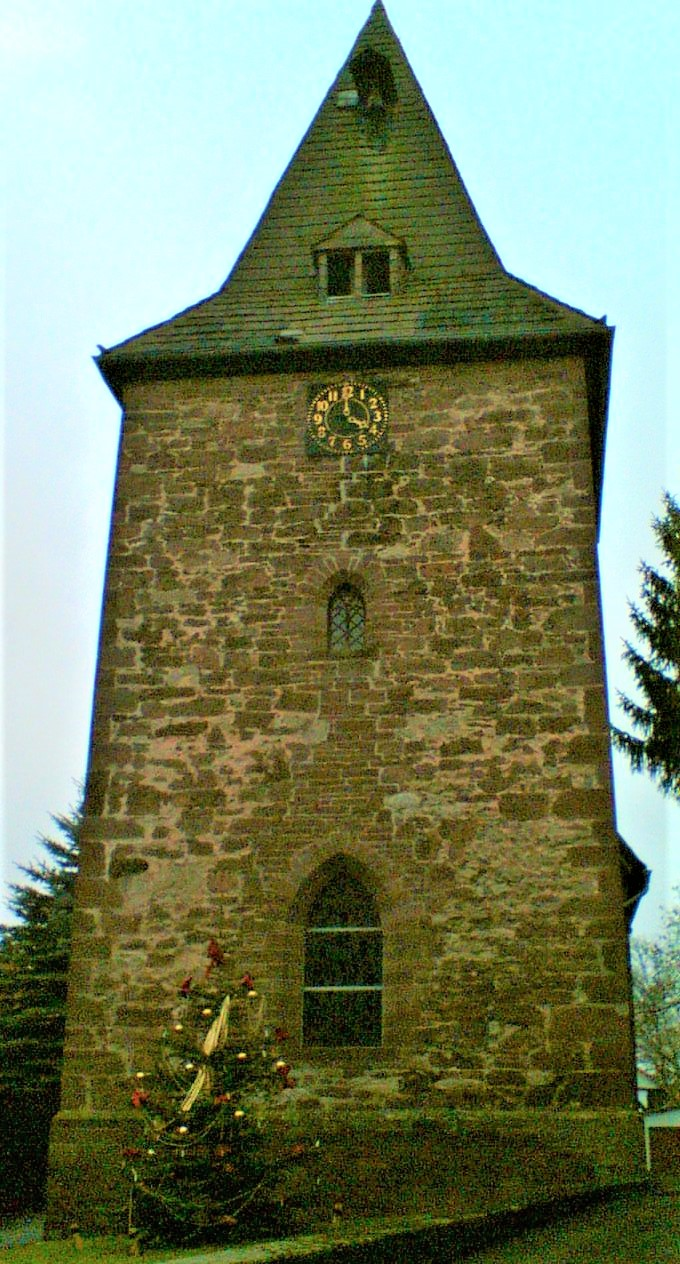
Toren uit de 14e eeuw van de kapel te Lüerdissen
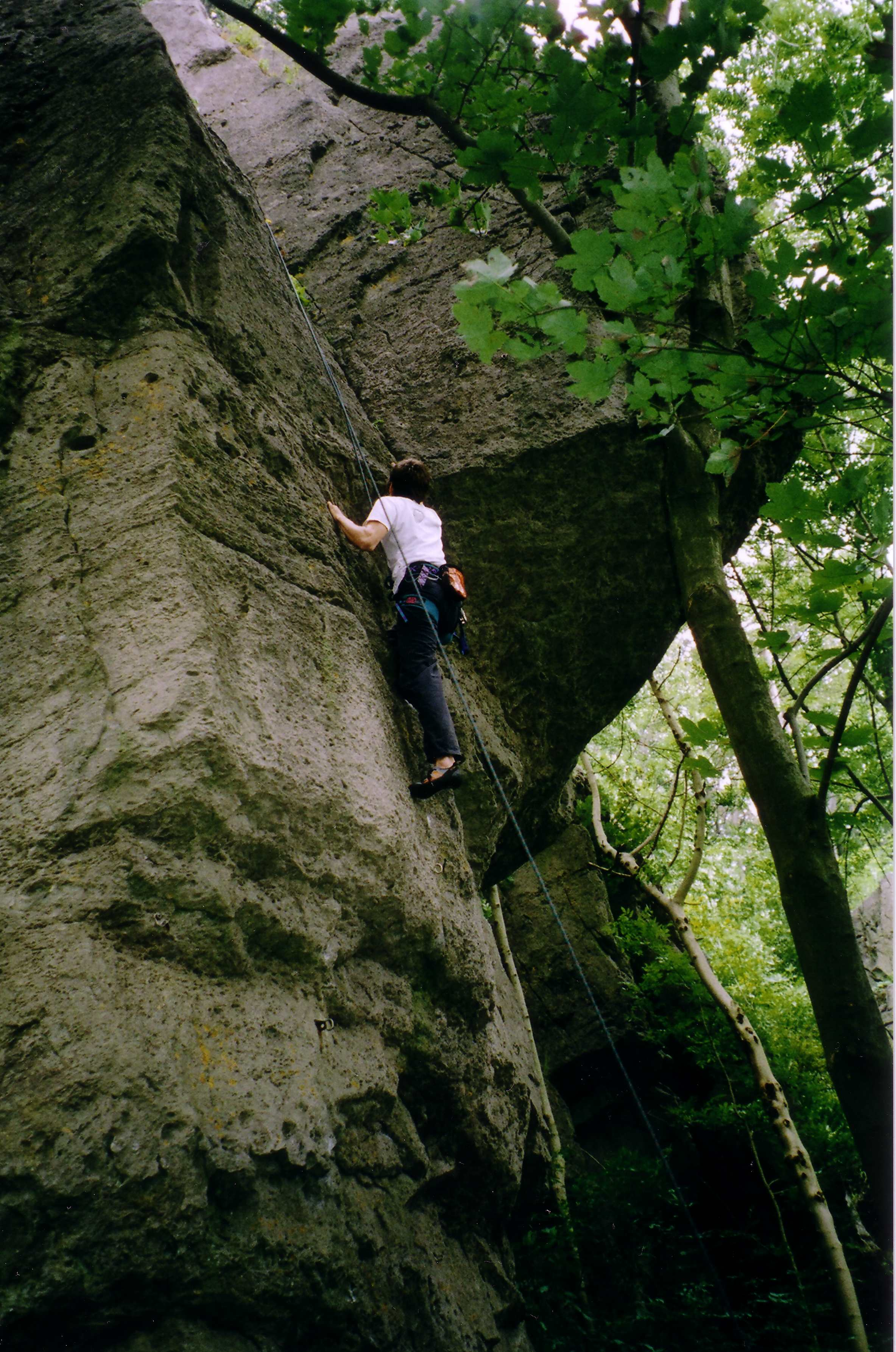
Rotsklimmers in de Ith

Aan de noordrand van de stad Lemgo ligt ook een dorp met de naam Lüerdissen.
Arholzen · 
Bevern · 
Bodenwerder · 
Boffzen · 
Brevörde · 
Deensen · 
Delligsen · 
Derental · 
Dielmissen · 
Eimen · 
Eschershausen · 
Fürstenberg · 
Golmbach · 
Halle · 
Hehlen · 
Heinade · 
Heinsen · 
Heyen · 
Holenberg · 
Holzen · 
Holzminden · 
Kirchbrak · 
Lauenförde · 
Lenne · 
Lüerdissen · 
Negenborn · 
Ottenstein · 
Pegestorf · 
Polle · 
Stadtoldendorf · 
Vahlbruch · 
Wangelnstedt